# Classe Marksman
La classe Marksman (a volte denominata classe Lightfoot) fu una classe di conduttori di flottiglia costruiti per la Royal Navy. Ne furono ordinati due per programma nel 1913–14 e 1914–15, con l'aggiunta di tre unità ordinate con l'Emergency War Programme; tutte le navi servirono durante la prima guerra mondiale.
Come nei progetti di altri conduttori di flottiglia, queste navi furono significativamente più grandi di un cacciatorpediniere tipico, al fine di ospitare lo staff della flottiglia e gli strumenti di comunicazione in più. Tutte le navi avevano quattro fumaioli, con il primo più alto (anche se dopo la guerra fu poi tagliato sulla Nimrod e sulla Abdiel). Erano armate con quattro cannoni a fuoco rapido da 102 mm. I cannoni erano posizionati sul castello di prua, tra i primi tre fumaioli e su un palco sul cassero. La Abdiel e la Gabriel furono in seguito modificate come posamine veloci, motivo per il quale ebbero i tubi lanciasiluri da 533 mm e il cannone più poppiero da 102 mm sbarcati e furono ricoperti a poppa del quarto fumaiolo da pannelli di tela per proteggere dalle 60 alle 70 mine. La Nimrod e la Kempenfelt ricevettero in seguito cannoni antiaerei a fuoco rapido da 12 lb 18 cwt (76 mm) al posto di uno dei cannoni a fuoco rapido da 2 lb.
Seguendo la moda del periodo bellico di installare apparecchi per la direzione del tiro su navi sempre più piccole, la Lightfoot fu scelta nel marzo 1917 come piattaforma per la prova del nuovo apparecchio per la direzione del tiro d'addestramento della Royal Navy, pensato per conduttori di flottiglia e cacciatorpediniere. Nell'agosto dello stesso anno i risultati furono abbastanza favorevoli a spingere ad equipaggiarne 203 conduttori di flottiglia e cacciatorpediniere successivi alla classe L.

## Unità
| Nome          | Costruttore                                      | Impostazione   | Varo           | Completamento    | Destino finale                                 |
| ------------- | ------------------------------------------------ | -------------- | -------------- | ---------------- | ---------------------------------------------- |
| HMS Lightfoot | J. Samuel White, Cowes                           | 9 giugno 1914  | 28 maggio 1915 | 29 maggio 1915   | Venduta per essere demolita il 9 maggio 1921   |
| HMS Marksman  | Hawthorn Leslie and Company, Newcastle upon Tyne | 20 luglio 1914 | 28 aprile 1915 | 18 novembre 1915 | Venduta per essere demolita il 8 novembre 1921 |

| Nome           | Costruttore                           | Impostazione   | Varo           | Completamento  | Destino finale                                 |
| -------------- | ------------------------------------- | -------------- | -------------- | -------------- | ---------------------------------------------- |
| HMS Kempenfelt | Cammell Laird, Birkenhead             | 2 ottobre 1914 | 1 maggio 1915  | 20 agosto 1915 | Venduta per essere demolita il 9 maggio 1921   |
| HMS Nimrod     | William Denny and Brothers, Dumbarton | 9 ottobre 1914 | 12 aprile 1915 | 25 agosto 1915 | Venduta per essere demolita il 5 novembre 1926 |

| Nome         | Costruttore               | Impostazione    | Varo             | Completamento | Destino finale                                 |
| ------------ | ------------------------- | --------------- | ---------------- | ------------- | ---------------------------------------------- |
| HMS Abdiel   | Cammell Laird, Birkenhead | 6 maggio 1915   | 12 ottobre 1915  | 26 marzo 1016 | Venduta per essere demolita nel luglio 1936    |
| HMS Gabriel  | Cammell Laird, Birkenhead | 12 gennaio 1915 | 23 dicembre 1915 | 1 luglio 1916 | Venduta per essere demolita il 9 maggio 1921   |
| HMS Ithuriel | Cammell Laird, Birkenhead | 14 gennaio 1915 | 12 marzo 1916    | 2 agosto 1916 | Venduta per essere demolita il 8 novembre 1921 |